# 济南城墙

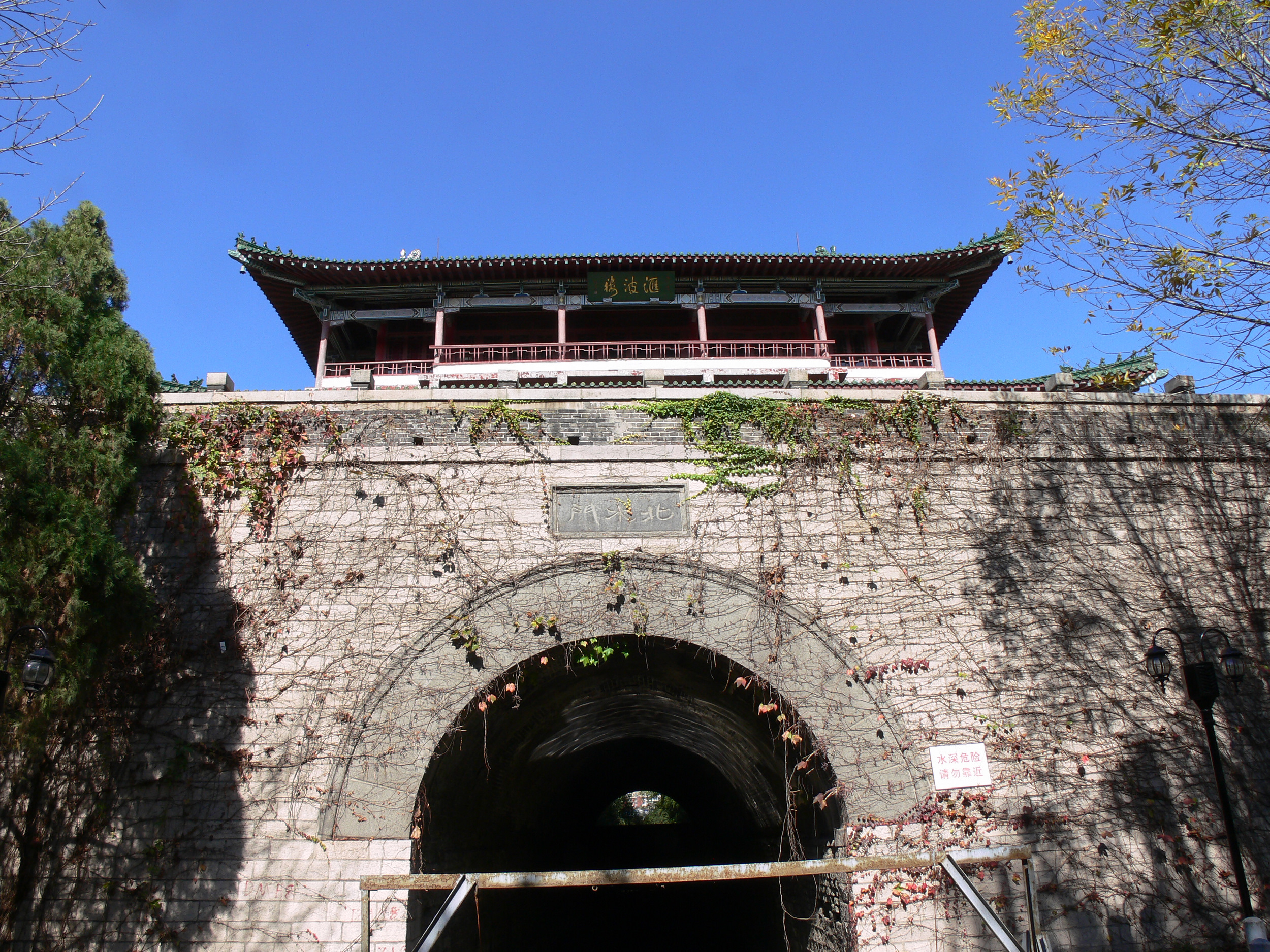
重建的内城北水门—汇波门

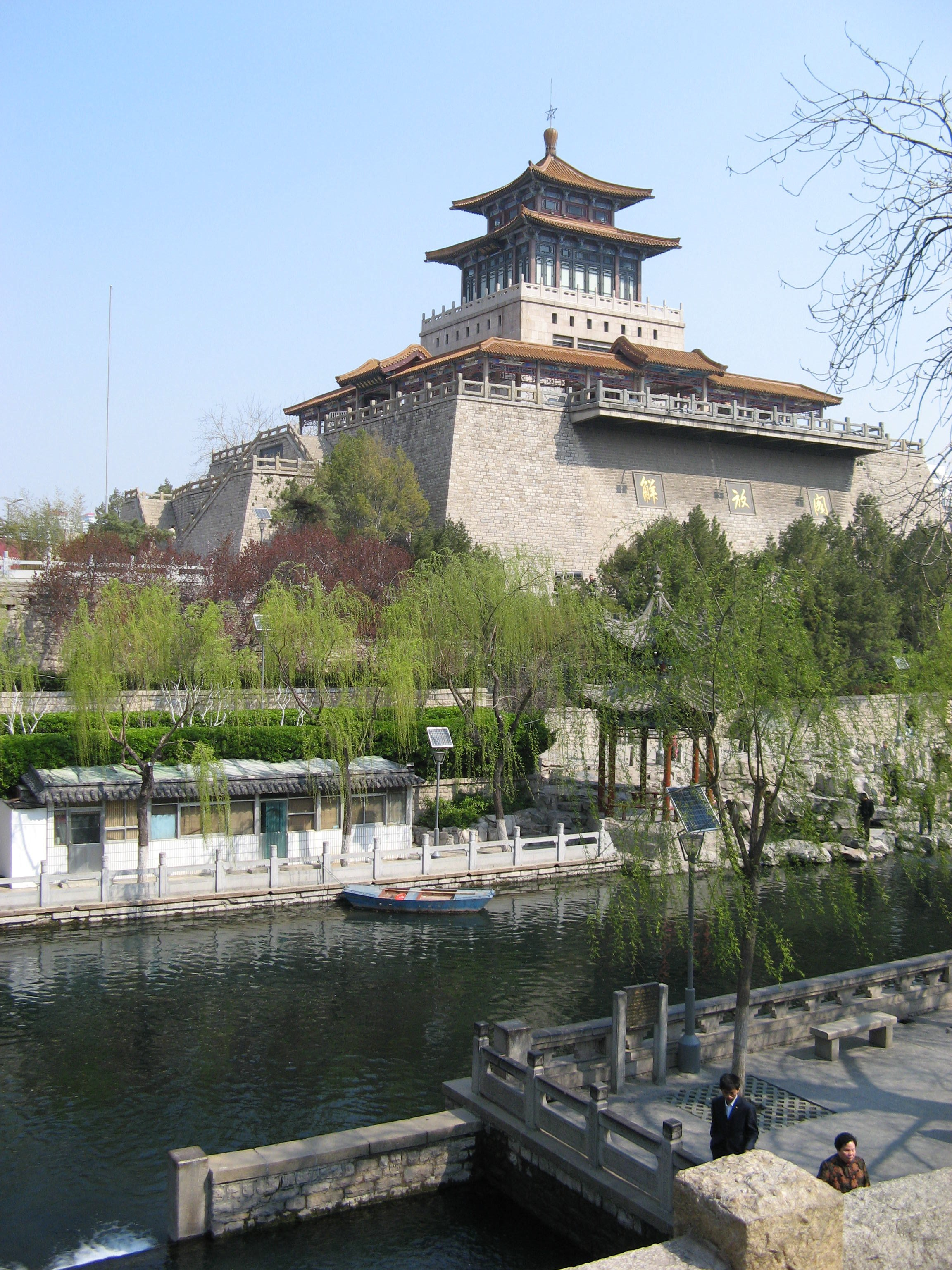
济南城墙残存东南角改建解放阁

济南城墙，位于中国山东省济南市。济南城墙于1950年至1966年间拆除。
济南城墙由内城与外城组成。内城原址位于今护城河内侧，全长6.4公里；外城，亦称圩子墙,北面与内城重合，东面位于今历山路，西面位于今顺河街，南面位于文化西路。1950年～1966年间，内外城墙绝大部分被拆除，仅余东南角，后改建为解放阁。